# Leonard Calvert

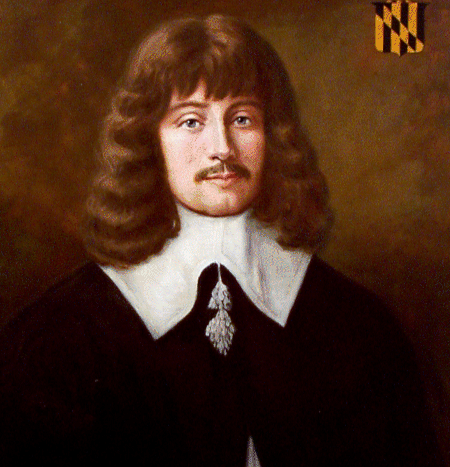
Leonard Calvert

Leonard Calvert (ur. 1606, zm. 9 czerwca 1647) – angielski szlachcic i kolonizator, syn George’a Calverta, pierwszego barona Baltimore. Został mianowany pierwszym gubernatorem kolonii Maryland przez swojego brata, Cæciliusa Calverta.